# Тімоті Гант
Сер Річард Тімоті (Тім) Гант (англ. Sir Richard Timothy (Tim) Hunt; 19 лютого 1943, Нестон, Чешир) — британський біохімік, лауреат Нобелівської премії у галузі медицини та фізіології 2001 року. Нагороджений за відкриття регулювання клітинного циклу еукаріотів цикліном і циклін-залежними кіназами. Він показав, що концентрація циклінів змінюється в залежності від фази клітинного циклу, при цьому різні цикліни специфічно зв'язуються зі «своїми» CDK-кіназами. Член Королівського товариства, член Національної академії наук США. Лицар-бакалавр, кавалер «Королівської медалі».

## Життєпис
Тімоті Гант народився 19 лютого 1943 у Нестоні, Чешир, в сім'ї Річарда Вільяма Ганта, викладача палеографії у Ліверпулі, та Роуланд, фізіотерапевта, дочки лісоторговця.

## Освіта та кар'єра
У 1961 році Гант вступив до Клер-Коледжу, Кембридж, де вивчав природничі науки. Після закінчення коледжу в 1964 році, він одразу почав працювати на кафедрі біохімії університету під керівництвом Ашера Корнера. Тімотей Гант відкрив першу молекулу цикліну на початку 1980-х років.

## Сексистський скандал
9 червня 2015 Тім Гант виступав на офіційному обіді в рамках конференції з наукової журналістики в Сеулі, столиці Південної Кореї. У своєму вітальному слові він, як повідомлялося, вимовив таку фразу щодо жінок-учених: 
|  | «Коли вони в лабораторії, відбувається три речі: ти в них закохуєшся, вони закохуються в тебе, а коли ти починаєш їх критикувати, вони плачуть» |

.
Потім нобелівський лауреат заявив, що виступає за поділ чоловічої та жіночої праці в лабораторіях. Після цього вчений додав, що виступає за одностатеві лабораторії, хоча і не збирається ставати на шляху у жінок у науці.
Слухачки образилися, цитати професора розлетілися інтернетом і обернулися справжньою кампанією з шельмування нобелівського лауреата на ґрунті звинувачень у сексизмі.
Тімоті Гант намагався виправдатися в пресі, говорив, що пожартував, що нікого не хотів образити, але в його словах є якась частка істини, оскільки вони засновані на особистому науковому досвіді. Скривджених дам, насамперед журналісток, це лише заохотило. Вони продовжили цькування вченого.
У результаті учений подав у відставку з поста почесного професора, про що повідомляється на сайті Університетського коледжу Лондона. Надалі рядом вчених і журналістів були поставлені під сумнів як справедливість різкою суспільної реакції на те, що трапилося, так і коректність передачі слів Ганта, які, можливо, були жартівливим вступом до серйозної мови протилежного змісту.
Частина вчених (біолог Річард Докінз, Андрій Гейм Браян Кокс та інші), серед яких були й жінки (Фіона Фокс, Афіна Дональд), встали на захист Ганта. Вони визнавали, що коментар нобелівського лауреата був надзвичайно некоректним, проте відповідні заходи як покарання за його помилку зайшли занадто далеко.

## Особисте життя
Тімоті Гант одружений з Мері Коллінз, яка також навчалася у Кембридзькому університеті. Дружина професор імунології Університетського коледжу в Лондоні. Вони мають двох дочок.

## Вибрані праці
- Tim Hunt; «From cob hut to area school: a study in rural education: the centennial histories of Eweburn, Ranfurly and Gimmerburn Schools, Ranfurly District High School and the Maniototo Area School». Ranfurly [N.Z.]: Combined Ranfurly/Gimmerburn Schools' Centennial Committee, 1979
- Tim Hunt; Steve Prentis; John Tooze; «DNA makes RNA makes protein». Amsterdam ; New York: Elsevier Biomedical Press ; New York, N.Y. : Sole distributors for the U.S.A. and Canada, Elsevier Science Pub. Co., 1983.
- Tim Hunt; John Wilson; «Molecular biology of the cell: the problems book». New York: Garland Pub., ©1989.
- Tim Hunt; Alan Hall; Peter J Parker; M D Waterfield; «Signalling mechanisms involved in control of cell growth: a discussion». London: Royal Society, 1993.
- Tim Hunt; Andrew Wood Murray; «The cell cycle: an introduction». New York: W.H. Freeman, ©1993.
- Tim Hunt; John Wilson; «Molecular biology of the cell: a problems approach». New York: Garland Science, 2002.
- Tim Hunt; Bruce Alberts; John Wilson; «Molecular biology of the cell». New York: Garland Science, ©2008.
- Tim Hunt; John Wilson; «Molecular biology of the cell, 5th edition. A problems approach». New York: Garland Science, ©2008.